# Robert Razakowski
Robert Razakowski (ur. 22 listopada 1968 w Częstochowie) – polski piłkarz występujący na pozycji obrońcy lub pomocnika.

## Życiorys
Był juniorem GKS Katowice. W 1986 roku został włączony do pierwszego składu GKS. Zawodnikiem katowickiego klubu był do 1994 roku, z przerwą na grę w Śląsku Wrocław (1990/1991) i Zagłębiu Sosnowiec (1992/1993). W  1991 roku zdobył z GKS Superpuchar Polski, a w sezonie 1987/1988 wziął udział w wygranym przez GKS meczu ze Sportulem Studențesc Bukareszt w ramach Pucharu UEFA. Ogółem wystąpił w 59 meczach I ligi, zdobywając jednego gola. W 1994 roku został zawodnikiem KS Myszków, dla którego występował do 2001 roku, z wyłączeniem sezonu 1998/1999, kiedy to był zawodnikiem Polonii/Szombierek Bytom. Po 2001 roku występował w klubach niższych lig, okazjonalnie łącząc grę z pracą w Wielkiej Brytanii. Karierę zawodniczą zakończył w 2008 roku. W 2012 roku został trenerem CKS Czeladź, z którym to klubem uzyskał awans do klasy A.

## Statystyki ligowe
| Sezon         | Klub                     | Liga     | Mecze | Gole |
| ------------- | ------------------------ | -------- | ----- | ---- |
| 1986/1987     | GKS Katowice             | I liga   | 9     | 0    |
| 1987/1988     | GKS Katowice             | I liga   | 8     | 0    |
| 1988/1989     | GKS Katowice             | I liga   | 1     | 0    |
| 1989/1990     | GKS Katowice             | I liga   | 18    | 1    |
| 1990/1991     | Śląsk Wrocław            | I liga   | 15    | 0    |
| 1991/1992     | GKS Katowice             | I liga   | 6     | 0    |
| 1992/1993     | Zagłębie Sosnowiec       | II liga  | 28    | 2    |
| 1993/1994     | GKS Katowice             | I liga   | 2     | 0    |
| 1994/1995     | Krisbut Myszków          | II liga  | 29    | 2    |
| 1995/1996     | Krisbut Myszków          | II liga  | 28    | 2    |
| 1996/1997     | Krisbut Myszków          | II liga  | 31    | 0    |
| 1997/1998     | Krisbut Myszków          | II liga  | 22    | 1    |
| 1998/1999     | Polonia/Szombierki Bytom | II liga  | 16    | 1    |
| 1999/2000     | KS Myszków               | II liga  | 34    | 3    |
| 2000/2001     | KS Myszków               | II liga  | 24    | 1    |
| 2001/2002 (j) | Pogoń Staszów            | III liga | 17    | 2    |
| 2002/2003 (w) | Polonia Bytom            | III liga | ?     | 0    |